# Nathalie Sarraute
Pour les articles homonymes, voir Sarraute.
Nathalie Sarraute, née le 18 juillet 1900 à Ivanovo-Voznessensk (Russie) et morte le 19 octobre 1999 à Paris 16e (France), est une femme de lettres française d'origine russe. Elle est l'une des figures du Nouveau Roman à partir de la publication de L'Ère du soupçon en 1956.

## Biographie
Nathalie Sarraute, née Natalia Ilinitchna Tcherniak, voit le jour le 18 juillet 1900 à Ivanovo-Voznessensk, près de Moscou, dans une famille de bourgeoisie juive assimilée, aisée et cultivée. Ses parents, Ilya Tcherniak et Pauline Chatounowski, divorcent alors qu'elle est âgée de deux ans. Sa mère l'emmène vivre avec elle à Genève, puis à Paris, où elles habitent rue Flatters, dans le cinquième arrondissement. Nathalie va à l'école maternelle de la rue des Feuillantines. Chaque année, elle passe deux mois avec son père, soit en Russie, soit en Suisse. Ensuite Nathalie Tcherniak ira de nouveau vivre en Russie, à Saint-Pétersbourg, avec sa mère et le nouveau mari de celle-ci, Nicolas Boretzki. Ilya Tcherniak, le père de Nathalie, qui connaît des difficultés en Russie du fait de ses opinions politiques, sera quant à lui contraint d'émigrer à Paris. Il va créer une usine de matières colorantes à Vanves. La jeune Nathalie grandit aussi près de son père à Paris et avec Véra, la seconde femme de son père, et bientôt sa demi-sœur Hélène, dite Lili. Cette période, entre 1909 et 1917, sera difficilement vécue par Nathalie Sarraute.
Elle reçoit une éducation cosmopolite et, avant de trouver sa voie, poursuit des études diverses : elle étudie parallèlement l'anglais et l'histoire à Oxford, ensuite la sociologie à Berlin, puis fait des études de droit à Paris. Elle devient ensuite avocate, et s'inscrit au barreau de Paris. Le 28 juillet 1925 à Paris 6e, elle épouse Raymond Sarraute, avocat comme elle, et dont elle divorcera en 1941. De cette union naissent trois enfants : Claude (1927-2023), Anne (1930-2008) et Dominique (née en 1933).
Parallèlement, Nathalie Sarraute découvre la littérature du XXe siècle, spécialement avec Marcel Proust, James Joyce et Virginia Woolf, qui bouleversent sa conception du roman. En 1932, elle écrit les premiers textes de ce qui deviendra le recueil de courts textes Tropismes dans lequel elle analyse les réactions physiques spontanées imperceptibles, très ténues, en réponse à une stimulation : « mouvements indéfinissables qui glissent très rapidement aux limites de la conscience ; ils sont à l'origine de nos gestes, de nos paroles, des sentiments que nous manifestons, que nous croyons éprouver et qu'il est possible de définir ». Tropismes sera publié en 1939 et salué par Jean-Paul Sartre et Max Jacob.
En 1940, Nathalie Sarraute est radiée du barreau à la suite des lois anti-juives et décide de se consacrer à la littérature. Pendant la Seconde Guerre mondiale, elle héberge un temps Samuel Beckett, dramaturge du théâtre de « l'absurde » recherché par la Gestapo pour ses activités de résistance. Elle réussira à rester en Île-de-France non sans se plier à plusieurs changements d'adresse et à l'usage de faux papiers ; elle sera contrainte de divorcer pour protéger Raymond d'une radiation du barreau.
En 1947, Jean-Paul Sartre écrit la préface de Portrait d'un inconnu, qui sera publié un an après par Robert Marin. Il lui faudra attendre la publication de Martereau (1953) pour commencer à connaître le succès. Le livre paraît chez Gallimard et elle restera désormais fidèle à cette maison d'édition.
En 1960, elle compte au nombre des signataires du Manifeste des 121, titré « Déclaration sur le droit à l’insoumission dans la guerre d’Algérie ».
En 1964, elle reçoit le prix international de littérature pour son roman Les Fruits d'or.
Parallèlement à son œuvre romanesque, elle commence à écrire pour le théâtre, répondant à une proposition de Werner Spies d’écrire une pièce radiophonique pour la Süddeutscher Rundfunk. Le Silence paraîtra en 1964, Le Mensonge deux ans plus tard. Suivront Isma, C'est beau, Elle est là et Pour un oui ou pour un non. Ces pièces suscitent rapidement l'intérêt des metteurs en scène. Ainsi, Claude Régy crée Isma en 1970, puis C'est beau en 1975 et Elle est là en 1980 ; Jean-Louis Barrault crée en 1967 Le Silence et Le Mensonge à l'Odéon, pièces que montera plus tard Jacques Lassalle (1993) pour l'inauguration du Vieux Colombier en tant que deuxième salle de la Comédie-Française. Simone Benmussa adapte son autobiographie Enfance pour la scène (1984), à Paris (théâtre du Rond-Point), puis à New York sous le titre Childhood (1985) et crée ensuite Pour un oui ou pour un non (création mondiale à New York par Simone Benmussa sous le titre For no good reason en 1985 ; création en France au Théâtre du Rond-Point en 1986). Benmussa réalise aussi le film Portrait de Nathalie Sarraute, avec Nathalie Sarraute (production Centre Georges Pompidou et Éditions Gallimard), sélectionné dans « Perspectives du cinéma français » pour le Festival de Cannes de 1978.
En 1989 paraît Tu ne t’aimes pas, roman dans lequel certains critiques voient la quintessence de la démarche romanesque élaborée par l’autrice au fil de ses œuvres. Elle y porte à leur degré extrême un certain nombre de procédés formels mis en œuvre dans ses romans antérieurs, tels que la « décontextualisation », la fragmentation du discours, et la « prédominance du dialogue ».
Nathalie Sarraute meurt dans le 16e arrondissement de Paris le 19 octobre 1999 alors qu'elle dit travailler à une septième pièce et est inhumée à Chérence, dans le Val-d'Oise.

## Les enjeux de l'écriture
En 1956, Nathalie Sarraute publie l'Ère du soupçon, essai sur la littérature qui récuse les conventions traditionnelles du roman. Elle y décrit notamment la nature novatrice des œuvres de Woolf, de Kafka, de Proust, de Joyce et de Dostoïevski. Elle devient alors, avec Alain Robbe-Grillet, Michel Butor ou encore Claude Simon, une figure de proue du courant du Nouveau Roman, courant assez hétérogène où les seules positions communes sont le rejet du récit moderne hérité du XIXe siècle et le souci de la recherche formelle.
Sarraute ambitionne d'atteindre une « matière anonyme comme le sang », veut révéler « le non-dit, le non-avoué », tout l'univers de la « sous-conversation ». Les mots, le temps de leur énonciation, figent ce qu'ils nomment, et installent une conversation dans une routine inauthentique. Nathalie Sarraute veut défaire ces constructions mensongères et illusoires. Elle veut mettre en jeu les « innombrables petits crimes » que provoquent sur nous les paroles d'autrui. Il ne s'agit pas vraiment de mensonges, mais ils sont imposés par le langage lui-même.
Le terme « tropisme », emprunté au langage scientifique, désigne l'orientation des plantes en fonction de leur milieu. Chez Sarraute, qui a intitulé sa première publication Tropismes, ce vocable renvoie à des mouvements intérieurs presque insensibles dus à des causes extérieures : phrases stéréotypées, conventions sociales. Sous la banalité apparente de ces conventions langagières, il existe en effet des rapports humains complexes, des sentiments intenses, voire violents (sensations d'enfermement, d'angoisse, de panique). Sarraute les décrit comme des mouvements instinctifs, déclenchés par la présence d'autrui ou par les paroles des autres. Tropismes, refusé par Gallimard et par Grasset, ne sera reconnu par la critique qu'une quinzaine d'années après sa parution.
En 1983, Sarraute publie Enfance, qui fait revivre le monde disparu des émigrés russes à Paris au début du XXe siècle. Dans ce recueil de scènes isolées, l'auteure s'efforce de retrouver ce qui constitue sa personnalité, s'attachant en particulier à reconstituer ses premières rencontres avec les mots, le plaisir de la lecture et l'activité introspective de l'écriture. Écriture à deux voix, ce texte se présente sous la forme d'un dialogue entre l'écrivain et son double, qui soumet l'entreprise autobiographique à un contrôle à la fois constant et rigoureux.

## Filiation flaubertienne
L’article que Sarraute consacre à Flaubert en 1965 et qu’elle intitule significativement « Flaubert le précurseur », contient une revendication explicite de filiation, étayée sur une analyse aiguë de l’œuvre. Evoquant essentiellement Madame Bovary, qui synthétise à ses yeux la poétique flaubertienne, Sarraute déclare que « cet élément neuf, cette réalité inconnue dont Flaubert, le premier, a fait la substance de son œuvre, c’est ce qu’on a nommé depuis l’inauthentique. »
Le romanesque tend alors à s’identifier non seulement à l’extraordinaire, au merveilleux et à l’extravagant, mais à l’illusoire, au factice, à ce que Nathalie Sarraute appelle, à propos de Flaubert, l’inauthentique, cet imaginaire en trompe-l’œil qui caractérise par exemple le rapport au monde d’Emma ou de Frédéric. C’est cette tradition du désenchantement romantique qui met en avant la part de mensonge et de fausseté du romanesque. Tout le sérieux du roman, à l’âge d’or du réalisme au XIX° siècle, résiderait dans ce qui échappe au romanesque, dans l’ambition de représenter la société telle qu’elle est et de se faire porteur d’un savoir sur le monde et sur l’homme (Balzac, dans l’Avant-propos de la Comédie humaine, Zola et le projet des Rougon-Macquart).

## Descendance et vie privée
Elle est la mère de Claude Sarraute (journaliste, romancière et comédienne), d'Anne Sarraute (assistante de réalisation, chef monteuse et secrétaire de rédaction de La Quinzaine littéraire) et de Dominique Sarraute (photographe).
Elle fut la belle-mère du journaliste américain Stanley Karnow, de Christophe Tzara (fils de l'écrivain Tristan Tzara) et la belle-mère de l'académicien Jean-François Revel.
Elle est la grand-mère du haut fonctionnaire Nicolas Revel.
Elle a longtemps vécu 12 avenue Pierre-Ier-de-Serbie, dans un appartement situé au premier étage.

## Œuvres

### Romans
- Tropismes, Paris, Denoël, 1939
- Portrait d'un inconnu, Robert Marin, 1948 ; réédition, Paris, Gallimard, 1956
- Martereau, Paris, Gallimard, 18 mai 1953
- Tropismes, Paris, Les Éditions de Minuit, 1957 (suppression d'un texte de l'édition originale de 1939 et ajout de six nouveaux)  (ISBN 978-2707301253)
- Le Planétarium, Paris, Gallimard, 13 mai 1959
- Les Fruits d'or, Paris, Gallimard, 1963 - Prix international de littérature
- Entre la vie et la mort, Paris, Gallimard, 22 avril 1968  (ISBN 978-2070273614)
- Vous les entendez ?, Paris, Gallimard, coll. « Le Chemin », 17 janvier 1972  (ISBN 978-2070281398)
- « disent les imbéciles », Paris, Gallimard, 2 septembre 1976  (ISBN 978-2070295234)
- L'Usage de la parole, Paris, Gallimard, 8 février 1980  (ISBN 978-2070206193)
- Tu ne t'aimes pas, Paris, Gallimard, 1989  (ISBN 978-2070716951)
- Ici, Paris, Gallimard, 1995  (ISBN 978-2070742448)
- Œuvres complètes, Paris, Gallimard, coll. « Bibliothèque de la Pléiade » no 432, 1996  (ISBN 978-2070114344)
- Ouvrez, Paris, Gallimard, 1997  (ISBN 978-2070750511)

### Théâtre
- Le Silence, suivi du Mensonge (1966), Paris, Gallimard, 1967
- Isma ou Ce qui s'appelle rien suivi du Silence et du Mensonge, Paris, Gallimard, coll. « Le Manteau d'Arlequin », 1970
- Théâtre contenant Elle est là (E.O.) (représenté en 1980), Le Mensonge, Isma, C'est beau (1975), Paris, Gallimard, 18 octobre 1978
- Pour un oui ou pour un non, Paris, Gallimard, 25 janvier 1982  (ISBN 978-2070264070)

### Essais
- L'Ère du soupçon, Paris, Gallimard, coll. « Les Essais » LXXX, 1956
- Paul Valéry et l'enfant d'éléphant paru en 1947 dans la revue Les Temps modernes, suivi de Flaubert le précurseur, Paris, Gallimard, 1986  (ISBN 978-2070188703)
- Lettres d'Amérique, Paris, Gallimard, 2017
- Une réalité inconnue. Essais et entretiens, 1956-1986, Paris, Gallimard, 2023

### Récit autobiographique
- Enfance, Paris, Folio, 1983  (ISBN 978-2072864803)

### Livres audio

#### Lus par l'autrice
- Tropismes, L'Usage de la parole, 1h10 (CD), lu avec Madeleine Renaud, « La Bibliothèque des voix », des femmes-Antoinette Fouque, Paris, 1981 (2004).  (EAN 3328140020243)
- Coffret hommage à Nathalie Sarraute : Tropismes, Entre la vie et la mort, L’Usage de la parole, Tu ne t’aimes pas, Ici (CD MP3), 15h18, « La Bibliothèque des voix », des femmes-Antoinette Fouque, Paris, 2009.  (EAN 3328140021202)
- Tropismes,1h09 (livre audio numérique), lu avec Isabelle Huppert et Madeleine Renaud, « La Bibliothèque des voix », des femmes-Antoinette Fouque, Paris, 2020.
- Entre la vie et la mort, 5h32 (livre audio numérique), « La Bibliothèque des voix », des femmes-Antoinette Fouque, Paris, 2020.
- Ici, 1h06 (livre audio numérique), « La Bibliothèque des voix », des femmes-Antoinette Fouque, Paris, 2020.
- Tu ne t'aimes pas, 4h30 (livre audio numérique), « La Bibliothèque des voix », des femmes-Antoinette Fouque, Paris, 2020.
- L'Usage de la parole, 3h03 (livre audio numérique), « La Bibliothèque des voix », des femmes-Antoinette Fouque, Paris, 2020.

#### Lu par des interprètes
- Enfance, lu par Béatrice Agenin et Francine Bergé, « Écoutez Lire », Gallimard, Paris, 2014.

### Entrevues avec
- Denise Bourdet, Nathalie Sarraute, dans : Visages d'aujourd'hui, Paris, Plon, 1960
- Claire Francillon, Le Roman aujourd'hui. Un entretien avec Nathalie Sarraute, in Gazette de Lausanne, 29 novembre 1958
- Yvon Belaval, Mimica Cranaki et Nathalie Sarraute, Conversation avec François Bondy, Paris, Gallimard, 1965
- Geneviève Serreau, Nathalie Sarraute et les secrets de la création, in La Quinzaine littéraire, 1-15 mai 1968
- Jean-Louis de Rambures, Comment travaillent les écrivains, in Le Monde, 14 janvier 1972, puis Paris, Flammarion, 1978
- Guy Le Clecêh, Drames microscopiques, in Les Nouvelles littéraires, 28 janvier 1972
- Gretchen R. Besser, Colloque avec Nathalie Sarraute, 22 April 1976, et in The French Review, L, 2, décembre 1976
- Lucette Finas, Nathalie Sarraute : mon théâtre continue mes romans, in La Quinzaine littéraire, 16-31 décembre 1978
- Lucette Finas, Comment j'ai écrit certains de mes livres, in Études littéraires, XII, 3, décembre 1979
- Jean-Louis Ezine, Nathalie Sarraute, in Les Écrivains sur la sellette, Paris, Seuil, 1981
- Pierre Boncenne, Nathalie Sarraute, in Lire, juin 1983
- Serge Fauchereau et Jean Ristat, Conversation avec Nathalie Sarraute, in Digraphe, 32, mars 1984
- Marc Saporta, Portrait d'une inconnue. Conversation biographique, in L'Arc, 95, 4e trimestre 1984
- Alison Finch et David Kelley, Propos sur la technique du roman, in French Studies, juillet 1985
- Carmen Licari, Qu'est-ce qu'il y a? qu'est-ce qui s'est passé? Mais rien, in Francofonia, 9, automne 1985
- Irène Sadowska-Guillon, À la recherche du temps présent, in Acteurs, 34, mars 1986
- André Rollin, Nathalie Sarraute, in Ils écrivent où, quand, comment?, Paris, Mazarine, 1986
- Simone Benmussa, Nathalie Sarraute, qui êtes-vous?, Lyon, La Manufacture, 1987
- Arnaud Rykner, Entretien avec Nathalie Sarraute (raccolta nell'aprile 1990), in Nathalie Sarraute, Paris, Seuil, coll. « Les Contemporains » no 10, 1991  (ISBN 2-02-010650-7)
- Danièle Sallenave, Nathalie Sarraute. À voix nue, in France Culture, 23-27 mars 1992
- Michèle Pardina, Un entretien avec Nathalie Sarraute, in Le Monde, 26 février 1993
- Isabelle Huppert, Rencontre avec Nathalie Sarraute, in Cahiers du cinéma, 477, mars 1994
- Heinz-Norbert Jocks, Das Ungesehene ist nichts als das noch nicht Gesehene. Un entretien avec Nathalie Sarraute. En: Basler Zeitung. 22.Septembre 1994, Nr.221, 2010, p. 45.
- Antoine de Gaudemar, Sarraute, nulle part ailleurs, in Libération, 7 septembre 1995
- Laurence Liban, Nathalie Sarraute, in Lire, 238, septembre 1995
- Michèle Gazier, Nathalie Sarraute, l’après-midi, Éditions Naïve, 2010  (ISBN 978-2-3502-1230-2)
- Rolande Causse, Conversations avec Nathalie Sarraute, Paris, Seuil, 2016  (ISBN 978-2-0213-3241-4)

### Critiques
- Sheila M. Bell, Nathalie Sarraute: a bibliography, London: Grant & Cutler, 1982
- Sheila M. Bell, The conjurer's hat: Sarraute criticism since 1980, in Romance studies, 23, printemps 1994
- Yvon Belaval et Mimica Cranaki, Nathalie Sarraute, Paris, Gallimard, coll. « la Bibliothèque idéale », 1965
- René Micha, Nathalie Sarraute, Paris, éd. Universitaires, coll. « Classiques du XXe siècle » no 81, 1966
- Jean-Luc Jaccard, Nathalie Sarraute, Zürich, Juris, 1967
- Ruth Z. Temple, Nathalie Sarraute, Columbia U.P., 1968
- Christine B. Wunderli-Müller, Le Théâtre du masque et de la banalité dans l'œuvre de Nathalie Sarraute, Zürich, Juris 1970
- Micheline Tison-Braun, Nathalie Sarraute, ou la Recherche de l'authenticité, Paris, Gallimard, 1971
- Élisabeth Eliez-Ruegg, La Conscience d'autrui et la conscience des objets dans l'œuvre de Nathalie Sarraute, Berne, Herbert Lang, 1972
- Françoise Calin, La Vie retrouvée. Étude de l'œuvre romanesque de Nathalie Sarraute, Minard, Lettres modernes, coll. « Situations » no 35, 1976
- Anthony S. Newman, Une poésie des discours. Essai sur les romans de Nathalie Sarraute, Genève, Droz, 1976
- Gretchen Rous Besser, Nathalie Sarraute, New York, Twayne, 1979
- André Allemand, L'Œuvre romanesque de Nathalie Sarraute, Neuchâtel, La Baconnière, 1980  (ISBN 2-8252-0012-3)
- Valérie Minogue, Nathalie Sarraute and the War of the Words, Edimbourg U.P., 1981
- Helen Watson-Williams, The Novels of Nathalie Sarraute: towards an Æsthetic, Amsterdam, Rodopi, 1981
- Arnaud Rykner, Théâtres du Nouveau Roman (Sarraute, Pinget, Duras), Paris, José Corti, 1988
- Sabine Raffy, Sarraute romancière. Espaces intimes. New York, Peter Lang, 1988
- Alan J. Clayton, Nathalie Sarraute, ou le Tremblement de l'écriture, Paris, Minard, coll. « Archives des lettres modernes » no 238, 1989
- Jean Pierrot, Nathalie Sarraute, Paris, José Corti, 1990
- Arnaud Rykner, Nathalie Sarraute, Paris, Seuil, 1991
- Françoise Asso, Nathalie Sarraute, une écriture de l'effraction, Paris, P.U.F., 1995
- Geneviève Henrot, L'Usage de la forme. Essai sur les Fruits d'Or de Nathalie Sarraute, Padova, Unipress, 2000
- Rainier Rocchi, L'Intertextualité dans l'écriture de Nathalie Sarraute, Paris, Classiques Garnier, 2018.
- Ann Jefferson (en), Nathalie Sarraute, Paris, Flammarion, 2019  (ISBN 978-2081434998)

### Revues
- French Review, XL, spécial Issue, hiver 1967
- Magazine littéraire, no 196, juin 1983
- Aujourd'hui Nathalie Sarraute, Digraphe, no 32, mars 1984
- L'Arc, no 95, quatrième trimestre 1984
- Revue des Sciences Humaines, t. LXXXXIII, no 217, janvier-mars 1990
- Livre catalogue d'exposition de la Bibliothèque nationale de France, Nathalie Sarraute, portrait d'un écrivain, par Annie Angremy avec la collaboration de Noëlle Giret, 1995
- Sabine Raffy (éd.), Actes du Centre culturel international de Cerisy-la-Salle del 9-10 luglio 1989, in Annales de l'université de Besançon, no 580, Paris, Les Belles Lettres, 1995

### Articles et chapitres d’ouvrage (sélection)
- Pénélope Fay, « Nathalie Sarraute : variations autour de l’impossible à dire », La Cause du Désir, vol. 80, no 1,‎ 2012, p. 108-109 (lire en ligne)
- Nathalie de Courson, « Nathalie Sarraute, écrivain du toucher », Poétique, vol. 156, no 4,‎ 2008 (lire en ligne)*
- Christine Cormier, « Topos, tropismes et toponymes dans Portrait d’un inconnu de Nathalie Sarraute », Études françaises, vol. 36, no 1,‎ 2000, p. 109-125 (lire en ligne)
- Lucie Jauvin, « L’autoportrait virtuel et universel de Nathalie Sarraute », Études françaises, vol. 29, no 3,‎ hiver 1993, p. 181-191 (lire en ligne)

## Hommage
Le film Sans toit ni loi, sorti en 1985, est dédié à Nathalie Sarraute.
Une esplanade, séparant la halle Pajol de la rue Pajol, dans le 18e arrondissement de Paris, est nommée Esplanade Nathalie-Sarraute en novembre 2013.